# Charles Destrées
Charles-Ferdinand Destrées (Oran, 29 mai 1834 - Paris, 7 avril 1904) est un diplomate français principalement connu pour son action en Tripolitaine.

## Biographie
Il naît à Oran où son père exerce la profession de drogman au sein de l'armée. Il suit sa trace, devenant interprète à Tanger dans le royaume chérifien à 18 ans. Il poursuit sa carrière à Tunis, Mogador et de nouveau Tanger. Il entame ensuite une carrière de diplomate. Il devient en 1873 consul de  deuxième classe à Bagdad et ensuite à Alep. Il se marie avec Jeanne Garcin, issue d'une famille de marchands levantins, en 1881. Il devient consul de Jérusalem du 29 mai 1883 à 1885. 
Il succède ensuite à Laurent-Charles Féraud, consul de France à Tripoli du 31 décembre 1884 au 26 mars 1896. Cette ville est la capitale de la Tripolitaine, alors une province ottomane. Il met fin aux troubles causés par des tribus tunisiennes frontalières réfugiées en Tripolitaine, organisant leur retour dans le protectorat de Tunisie. Il s'investit dans la résolution de deux problèmes pour les intérêts de la France. Une concurrence existe entre les routes caravanières qui depuis l'oasis de Ghadamès dans le Sahara rallient Tunis ou Tripoli. Il réussit à rendre plus attractif le parcours vers la Tunisie. Rabah, un seigneur de guerre et marchand d'esclaves et son fils Souleimane établis dans le Bornou mettent à feu et à sang la région. Destrées signe le 10 avril 1890 une convention franco-anglaise permettant de « pacifier » la région. Il participe aussi aux négociations pour la fixation de la frontière entre la Tripolitaine et la Tunisie.
Il est promu officier de la Légion d'honneur en 1890.
A sa retraite, il est élevé au grade de ministre plénipotentiaire de première classe. Il meurt à paris le 7 avril 1904 au 102 rue de Vaugirard.